# スルファミド
スルファミド（Sulfamide）は、構造式が H2NSO2NH2 の無機化合物である。塩化スルフリルとアンモニアとの反応から得られる。
有機化学では、スルファミドの窒素原子に有機基が結合した誘導体の化合物群も「スルファミド」と呼ばれる。